# Juno Beach
Juno Beach, česky pláž Juno, bylo kódové označení pro jednu z pěti pláží, na které se během vylodění v Normandii 6. června vylodily spojenecké jednotky. Pro vylodění na pláži byla určena kanadská 3. pěší divize a pár jednotek britských Commandos.
Juno byla druhou pláží zleva, široká téměř 10 kilometrů, rozkládala se kolem malého rybářského přístavu Courseulles-sur-Mer. Dvě malé vesnice, Berniéres a Saint-Aubin, se nacházely na východ od Courseulles a několik malých vesnic se nalézalo za písečnými dunami a byly obsazeny Němci, kteří zde vybudovali opevnění.
Největším nebezpečím pro vyloďující se jednotky nebyli překvapivě Němci, ale podvodní útesy. Ty donutily invazní jednotky přistát později, než byl plán, tedy až v 7:45, aby demoliční jednotky měly čas oblast vyčistit. Později se ukázalo, že některé z útesů byly vlastně vlnolamy. Oblast bránily složky 352. pěší divize, konkrétně 736. prapor.
Pláž Juno byla přidělena britské 2. armádě pod velením generála Milese Dempseyho a rozdělena do dvou sektorů, Nan (red, white, green) na východě a Mike(red, white) na západě. Útok měla podniknout kanadská 3. pěší divize, 7. brigáda, která měla přistát v oblasti Mike, a 8. brigáda přistávající u Berniéres v sektoru Nan. Cílem 3. divize bylo přerušit silnici Caen-Bayeux, dobýt letiště Carpiquet západně od Caen a vytvořit spojení mezi britskými plážemi Gold a Sword.
První útočná vlna přistála v 7:55, deset minut po stanovené hodině H a plné tři hodiny po optimálním nízkém přílivu. Toto zpoždění dostalo Kanaďany do obtížné situace. Překážky byly již částečně pod vodou, a ženisté je nemohli dostatečně odstranit. Každý člun byl tedy odkázán sám na sebe, a miny si vybraly vysokou oběť. Téměř 30 % všech vyloďovacích člunů na pláži Juno bylo zničeno nebo poškozeno.
Krátce po přistání nebyla nepřátelská palba téměř žádná, německá postavení nemířila přímo na moře, ale spíše do vnitrozemí, ale postupem času se jim podařilo obrátit své zbraně proti útočníkům. Rota B královských winipegských střelců byla zredukována na jednoho důstojníka a 25 mužů, když se snažila dosáhnout pobřeží. Během prvních hodin existovala pravděpodobnost, že bude člověk zraněn v prvních sledech až 1:1. Během dopoledne, po těžkých bojích, Kanaďané dobyli Bernieres a později i Saint-Aubin. Postup dále do vnitrozemí už byl lepší, když se podařilo vylodit první tanky, a brzy se podařilo dosáhnout silnice Caen – Bayeux. Jedna jednotka 1. husarského tankového praporu byla tedy jedinou jednotkou z celé spojenecké invaze, které se podařilo dosáhnout všech cílů určených pro den D.
Navečer 6. června se kanadská 3. divize spojila s britskou 50. divizí na pláži Gold, ale na druhé straně se jim nepodařilo spojit se s britskou 3. divizí z pláže Sword, nechávajíc mezeru 3 kilometry mezi nimi a pláží Sword, které využily jednotky německé 21. pancéřové divize, které podnikly protiútok. Kanaďané utrpěli vysoké ztráty, 1200 mužů z 21 400 vojáků, kteří se v den D vylodili – 1 z 18.